# Дружинска вас
Дружинска вас (словен. Družinska vas) је насељено место у општини Шмарјешке Топлице, регија Југоисточна Словенија, Словенија.

## Историја
До територијалне реорганизације у Словенији била је у саставу старе општине Ново Место.

## Становништво
У попису становништва из 2011. године, Дружинска вас је имала 348 становника.
| Број становника према пописима | Број становника према пописима | Број становника према пописима |
| ------------------------------ | ------------------------------ | ------------------------------ |
| 1991                           | 2002                           | 2011                           |
| 251                            | 295                            | 348                            |

Напомена: Године 1985. умањено за део насеља који је припојен насељу Шмарјешке Топлице. Године 2002. извршена је мања размена територије између насеља Дружинска вас и Стрелац.